# Dujiangyan

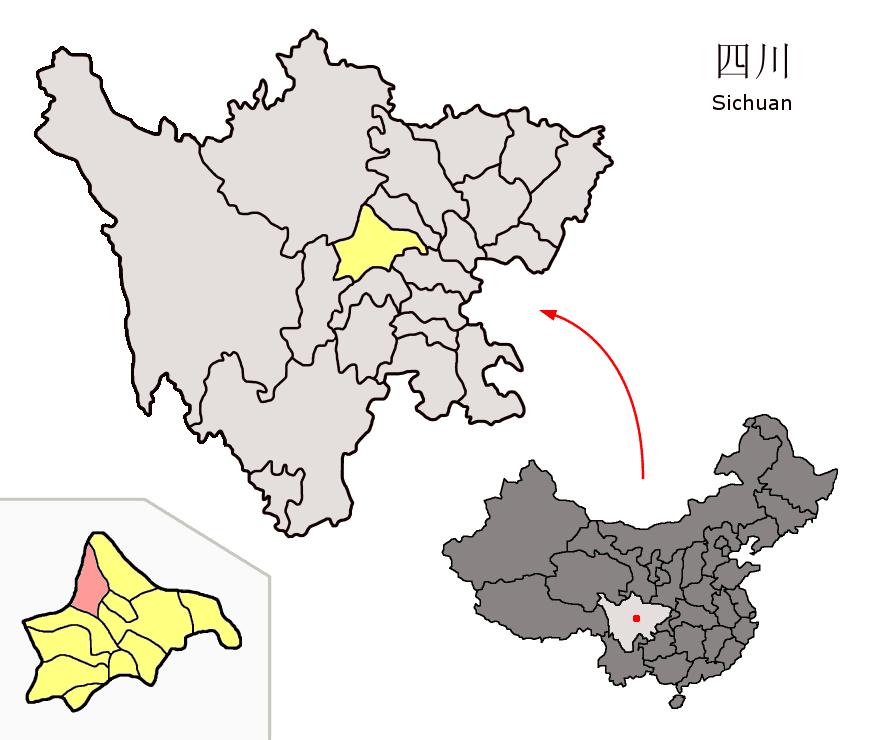
Locatie van Dujiangyan (rood) ten opzichte van Chengdu (geel) binnen Sichuan.

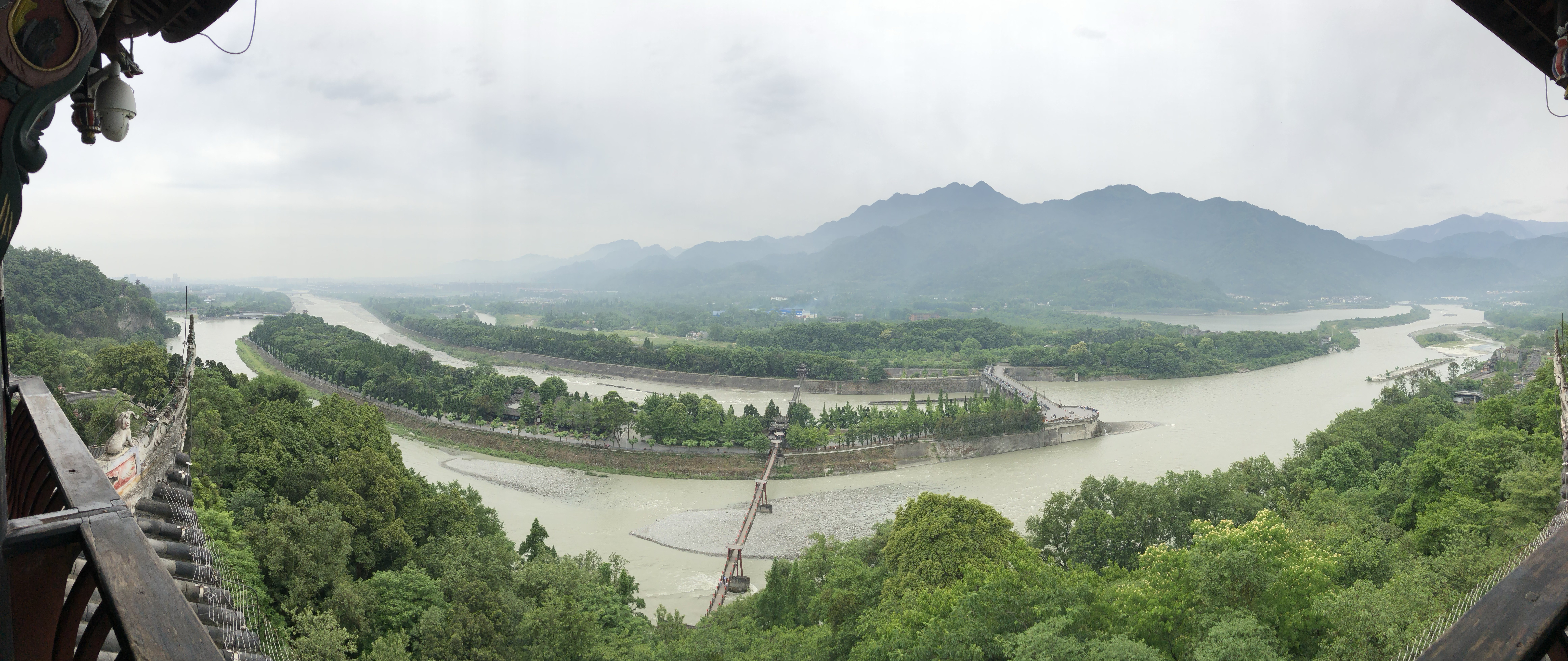
Dujiangyan-irrigatiesysteem

Dujiangyan is een Chinese stad in de provincie Sichuan zo'n 40 km ten noordwesten van het centrum van de provinciehoofdstad en metropool Chengdu. De historische stad herbergt meerdere als UNESCO werelderfgoed erkende monumenten. De stad met het statuut van stadsarrondissement telde in 2003 600.000 inwoners op een oppervlakte van 1.208 km².
De stad gelegen aan de Min Jiang is al sinds de periode van de Strijdende Staten bewoond. Li Bing, een gouverneur van de staat Qin, bouwde een geavanceerd systeem van dijken om overstromingen van smeltwater uit de bergen tegen te gaan en bij droogte de lager gelegen vlaktes te blijven bevloeien. Vanuit de stad wordt zo al meer dan 2000 jaar de watervoorziening voor Chengdu en de omliggende vallei geregeld met het water van de Min Jiang door middel van het Dujiangyan-irrigatiesysteem. Bij de overstromingen in China in juli 2013 werd de stad wel getroffen.
Vlak bij de stad is de heilige berg Qingcheng gelegen, centrum van het taoïsme, en woon- en werkgebied van Zhang Daoling. Op de berg bevinden zich vele taoïstische tempels en zowel in de Jin- als in de Tang-dynastie was Dujiangyan een belangrijk centrum wat vanaf de zeventiende eeuw terug het geval was. De aardbeving van Sichuan in 2008 trof Dujiangyan op 12 mei 2008 zwaar en verwoestte meerdere tempels.
Zowel de berg als het irrigatiesysteem werden in 2000 in het Australische Cairns tijdens de 24e sessie door de commissie voor het Werelderfgoed toegevoegd aan de UNESCO werelderfgoedlijst.
Tussen 2010 en 2012 werd in Dujiangyan de Chengdu onderzoeksbasis gevestigd van het kweekcentrum voor reuzenpanda's. Vanuit dit centrum wordt sindsdien de uitlening van reuzenpanda's aan dierentuinen wereldwijd gecoördineerd. In het centrum bevinden zich een veertigtal reuzenpanda's.
De stad is ontsloten door de nationale wegen G213 en G317.